# Antonio Iannello
Antonio Iannello (Napoli, 23 marzo 1930 – Napoli, 2 maggio 1998) è stato un architetto, urbanista, ambientalista e politico italiano.

## Biografia
(Nello Ajello, presentazione di Vita di Antonio Iannello: difensore del Belpaese, in Meridiana 31, 1998)
Laureato in architettura con il massimo dei voti nel 1964, da studente aveva preso posizione contro il silenzio o la connivenza di molti professori universitari che si guardavano dal denunciare il massacro urbanistico della città di Napoli, perpetrato dall’amministrazione laurina, accettando invece consulenze e incarichi professionali. Nel 1958 affisse con alcuni studenti un manifesto intitolato “Accusiamo”, denunciando le responsabilità della classe politica, dei costruttori e degli accademici.
Dopo la laurea ha lavorato presso la cattedra di Elementi di architettura e rilievo dei monumenti dell’Università degli Studi di Napoli “Federico II”, di cui era titolare il professor Giulio De Luca. Lascia nel 1967, in polemica con la decisione dello stesso De Luca di partecipare, come progettista, alla costruzione del nuovo Centro direzionale di Napoli.
Sposato con l’architetto e scultrice Luigia Criscio, ha avuto due figli, Carlo e Francesco.
Segretario provinciale del Partito Repubblicano dal 1965 al 1968. Dal 1969 decise di dedicare la sua vita alla difesa del paesaggio e del patrimonio storico e artistico, entrando a far parte del consiglio direttivo della sezione dei Campi Flegrei di Italia Nostra. Dal 1973 è Presidente della sezione di Napoli di Italia Nostra.
Presidente di Italia Nostra Campania dal 1976 al 1981. Rappresentò in Campania l’INU (Istituto Nazionale di Urbanistica). È stato tra i promotori della fondazione, il 27 maggio 1975, dell’Istituto Italiano per gli Studi Filosofici dell’avvocato Gerardo Marotta, con Enrico Cerulli, Pietro Piovani, Elena Croce, Giovanni Pugliese Carratelli.
Istituì un ufficio di piano in Irpinia per coordinare la redazione dei piani di recupero dei centri storici gravemente danneggiati dal terremoto del 1980, impegnandosi sia per la tutela del patrimonio storico, artistico e architettonico che per una corretta opera di ricostruzione dei centri abitati. Della redazione del piano di Sant’Angelo dei Lombardi si incaricò personalmente, rifiutando qualsiasi compenso e persino il rimborso spese.
Segretario nazionale di Italia Nostra dal 1985 al 1990 (si dimise dalla carica il 3 febbraio 1990, dopo la mancata presa di posizione del Consiglio direttivo nazionale di Italia Nostra contro il progetto di un immenso complesso turistico nella Baia di Sistiana). Nel 1990 costituì la Fondazione Umberto Zanotti Bianco, intitolata al grande archeologo e filantropo che nel 1955 fu tra i promotori di Italia Nostra.
All’inizio degli anni Novanta fu nominato membro della Commissione tecnico-scientifica del Ministero dell’Ambiente.
Vinse il Premio Capri per l’Ambiente 1990. Nelle motivazioni si legge: "Tante le sue battaglie per la difesa dell’ambiente; molte nella sua città, tormentata dagli abusi edilizi, dal terremoto e dalle facili speculazioni. Alcune popolari, altre forse meno, come quella condotta contro l’approvazione di un secondo condono edilizio, dopo la legge del 1985."

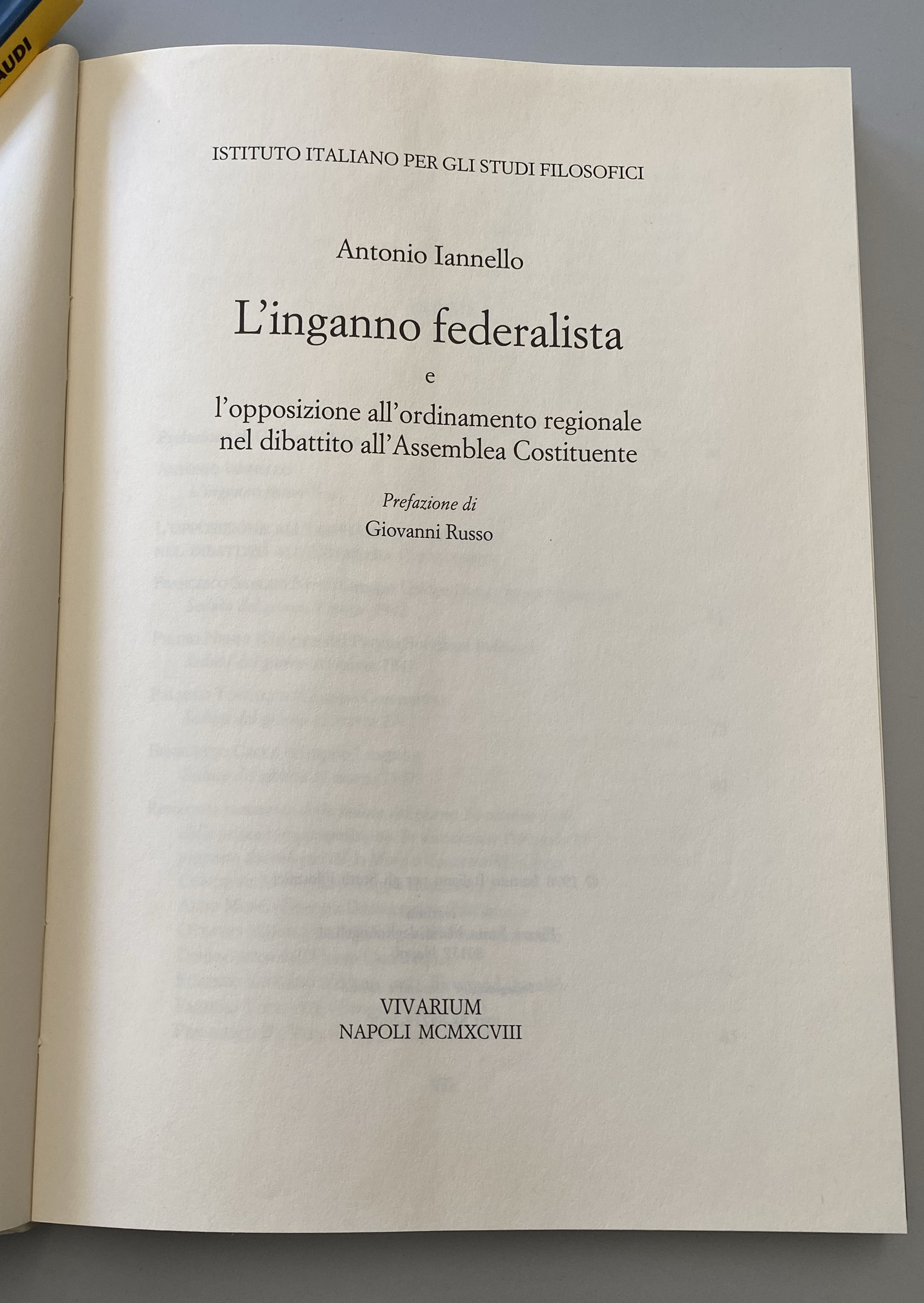
Frontespizio de “L’inganno federalista”, Vivarium, Napoli, 1998

Fu incaricato dalla Soprintendenza ai beni ambientali e architettonici di Napoli di redigere i piani paesistici della Campania.
I temi del suo intervento pubblico furono, oltre alla tutela del paesaggio e del patrimonio storico-artistico, la lotta all’abusivismo edilizio, al consumo speculativo di suolo, al nucleare, all’inquinamento atmosferico, marino e del suolo, fino alle battaglie per il restauro dei centri storici e contro le false teorie federaliste portate avanti dalle leghe nate in Lombardia e in Veneto alla fine degli anni Ottanta e l’esasperato decentramento amministrativo.
Poco prima di morire, scrisse L’inganno federalista, un saggio fortemente critico sul testo del nuovo Titolo V della Costituzione prodotto dalla Commissione bicamerale presieduta dall’Onorevole D’Alema (poi trasfuso quasi integralmente nel disegno di legge costituzionale di riscrittura del Titolo V, approvato dal Parlamento nel 2001). Il volume contiene anche un’antologia dei più importanti discorsi dei Costituenti che si sono opposti all’ordinamento regionale.
Nel corso della sua lunga battaglia in difesa dell’unità dello Stato, del paesaggio e dei beni culturali era in continuo dialogo con numerosi giornalisti e scrittori ai quali forniva documenti e pareri. In particolare, ha collaborato con lo scrittore Giovanni Russo alla stesura di alcuni libri sulla questione meridionale e la pretesa questione settentrionale inventata alla fine degli anni ’80, come Sud specchio d’Italia e I nipotini di Lombroso.
(Guido Donatone, Bollettino di Italia Nostra 347, aprile 1998)

## I primi comitati ambientalisti
Con Elena e Alda Croce, Giovanni Pugliese Carratelli ed Enrico Cerulli, al tempo presidente dell’Accademia dei Lincei, fondò nel 1969 il Comitato per la difesa culturale del Mezzogiorno, al quale aderirono intellettuali come Roberto Pane, Giovanni Macchia, Antonio Maccanico, Guglielmo De Angelis D'Ossat, Giuseppe Galasso, Rossella Sleiter, Benedetto Nicolini. 
È stato segretario generale della Commissione nazionale per le attrezzature culturali, fondata nel 1977 e presieduta da Adriano Buzzati Traverso, che annoverava tra i suoi soci Leonardo Albertini, Rosario Romeo, Italo Carlo Angle, Virginia Carini Dainotti, Tommaso Carini, Giulio Cattaneo, Carlo Azeglio Ciampi, Giulio Einaudi, Luigi Firpo, Gerardo Marotta.  

## Il centro storico di Napoli
Autore degli emendamenti al piano regolatore di Napoli, approvato nel 1972, che salvò il centro storico di Napoli dalla speculazione edilizia.

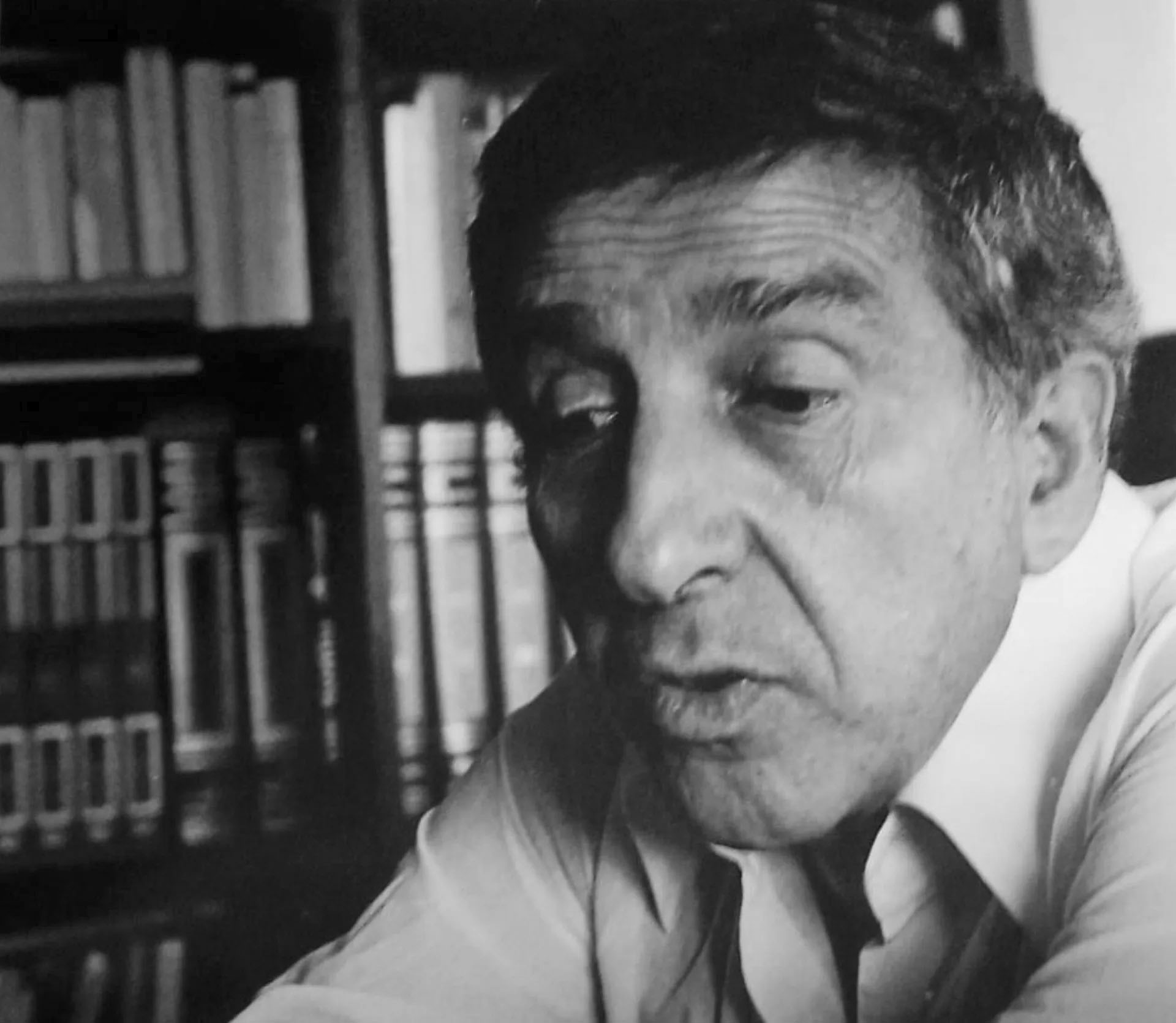
Antonio Iannello (foto di Maurizio Recano)

Si è battuto contro la ricostruzione dei padiglioni del vecchio Policlinico di Napoli, danneggiati dal terremoto del 1980, nell’area dell’antica acropoli della città greco-romana, nel centro storico di Napoli, ricca di testimonianze archeologiche, promuovendo nel 1982, con Elena Croce e Gerardo Marotta, un appello dell’Accademia dei Lincei. Ricostruire i padiglioni, la cui edificazione aveva incontrato l’ostilità anche di Benedetto Croce, avrebbe anche impedito il risanamento di un’area del centro storico ad altissima densità di popolazione e totale mancanza di spazi verdi e di attrezzature private, come scuole e asili nido. La proposta di Iannello di demolizione dei padiglioni ospedalieri, per dare vita ad un parco archeologico, pur recepita nel 2004 dagli strumenti di pianificazione urbanistica del Comune di Napoli, non è stata finora attuata.
Con Guido Donatone, succedutogli alla guida della sezione napoletana di Italia Nostra nel 1985 in seguito alla sua nomina a segretario generale dell’associazione, Gerardo Marotta e la Fondazione Napoli 99 di Mirella Barracco si oppose all’operazione denominata Regno del Possibile, ideata dalla società Studi centro storico di Napoli, che prevedeva lo sventramento di interi quartieri del centro storico della città, come i Quartieri Spagnoli, che oggi sono meta di un enorme flusso turistico. Organizzò un convegno a Napoli, nella sede della Casina pompeiana, al quale parteciparono grandi urbanisti italiani (da Italo Insolera a Pierluigi Cervellati) e lo stesso Ministro Pomicino. Il giorno dopo il Mattino, che aveva sempre sostenuto il progetto titolò: «Per Italia Nostra Regno impossibile». Del progetto non si parlò più.
Con le "Assise di Palazzo Marigliano", da lui fondate con Gerardo Marotta, condusse all’inizio degli anni Novanta una battaglia vittoriosa contro il progetto “Neonapoli” promosso da otto ministri della Repubblica guidati dal ministro del Bilancio Paolo Cirino Pomicino. Un comitato di quaranta “saggi” produsse un “preliminare di piano” che prevedeva otto milioni di metri cubi di cemento nelle due periferie a est e a ovest della città. L’azione di Iannello con le  Assise, una sorta di Consiglio comunale alternativo, che si riuniscono settimanalmente e alle quali partecipano centinaia di persone, riuscì ad ottenere la bocciatura del progetto in Consiglio comunale nell’agosto del 1991.

## Bagnoli
Dall’inizio degli anni Settanta, nella zona occidentale della città devastata da industrie inquinanti, si è battuto contro l’ampliamento della Cementir e per la delocalizzazione dell’Italsider, condizioni indispensabili per il recupero dell’area paesaggistica e naturalistica di Bagnoli. Una battaglia che gli procurò l’ostilità del Partito comunista napoletano e che fu portata avanti con Alda ed Elena Croce, Lello Capaldo del Fondo Mondiale per la Natura e con il deputato del P.R.I. Francesco Compagna. 
In seguito alla dimissione delle fabbriche avvenuta all’inizio degli anni ’90, per prevenire ogni futuro tentativo di speculazione edilizia sull’area, scrisse la Relazione del Decreto Ministeriale di vincolo di Bagnoli, approvato il 6 agosto 1999, che è stata pubblicata dalla Fondazione Biblioteca Benedetto Croce nel 2003.

## La lotta contro l’inquinamento del Golfo di Napoli
Agli inizi degli anni Ottanta si è battuto, con Italia Nostra e l’avvocato Gerardo Marotta, presidente dell’Istituto Italiano per gli Studi Filosofici, contro il mega progetto di impianti di depurazione ideato dalla ex Cassa per il Mezzogiorno per disinquinare il Golfo di Napoli e le coste campane, decollato sulla spinta dell’emergenza colera negli anni Settanta, organizzando a Napoli nel 1984 un seminario internazionale, nel quale lo scienziato Carl Heinrich Oppenheimer dell’Università del Texas dimostrò che questi impianti non avrebbero diminuito, ma aumentato l’inquinamento marino e che si sarebbero dovuti installare al loro posto dei sistemi di condotte sottomarine. Ma prevalsero altri interessi e il progetto dei depuratori fu realizzato – dall’impianto di Cuma a quello dei Regi Lagni – causando il degrado del mare e del territorio dei Campi Flegrei: terra del mito descritta da poeti come Virgilio e Goethe, una delle aree più preziose al mondo dal punto di vista archeologico, culturale e paesaggistico. L’intera vicenda è stata documentata dagli articoli scritti dalla giornalista Serena Romano sul quotidiano Il Mattino.

## Bradisismo e speculazione

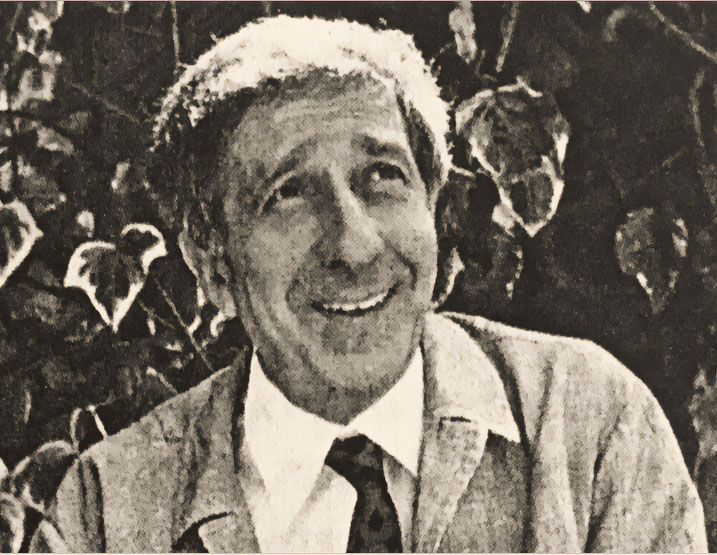
Antonio Iannello.

Si è battuto con Italia Nostra contro il progetto speculativo che prevedeva la costruzione di 25.000 vani a Pozzuoli, in località Monterusciello. Le obiezioni sollevate da Iannello e da Italia Nostra sono contenute in un opuscolo dal titolo Bradisimo e speculazione e in un appello sottoscritto da numerosi intellettuali. Il bradisismo di Pozzuoli, fenomeno naturale a causa del quale la terra periodicamente sale o scende, con lievi scosse del terreno e con il quale gli abitanti di Pozzuoli hanno convissuto per secoli, fu improvvisamente utilizzato per alimentare nella popolazione il panico per un improbabile “rischio terremoto”. Tra il 1984 e il 1985, quando era ancora vivo il ricordo del terremoto in Irpinia del 1980, alcuni vulcanologi insinuarono il dubbio che i sommovimenti causati dal bradisismo avrebbero potuto essere collegati a un rischio sismico. La vicenda è stata documentata da un’inchiesta della giornalista Serena Romano su “Panorama mese”, che intervistò il più famoso vulcanologo e geologo allora vivente, Haroun Tazieff, che smentì le catastrofiche previsioni degli esperti locali, previsioni che, a distanza di quarant’anni, infatti, non si sono avverate. Ma nonostante la battaglia di Iannello, documentata anche da Francesco Erbani nel volume Uno strano italiano. Antonio Iannello e lo scempio dell’ambiente, gli abitanti di Pozzuoli furono convinti ad abbandonare le loro storiche case sul mare, per essere “deportati” in un enorme ghetto costruito nei Campi Flegrei, un’immensa colata di cemento estesa per diversi chilometri quadrati in una zona ad alto pregio paesistico, storico, artistico e archeologico. 

## La Legge Galasso
Collaborò con il giurista Paolo Maddalena e con Giuseppe Galasso alla stesura del decreto ministeriale firmato da quest’ultimo al tempo Sottosegretario ai Beni Culturali il 21 settembre 1984, attuativo della legge 1497 del 1939, con cui si sottoposero a tutela vincolistica «le grandi linee di articolazione del suolo e delle coste». In seguito ad un ricorso al TAR del Lazio, il decreto ministeriale fu trasformato da Galasso in un decreto legge. Iannello, con la sua consueta attività di pressione sui gruppi parlamentari, promosse numerosi emendamenti che riuscirono a migliorare l’impianto del decreto, che fu convertito nella legge n. 431 dell’8 agosto 1985.
(Renzo Campanini, Bollettino di Italia Nostra 347, aprile 1998)
La sua strategia politica si concretizzò in un impegno radicale e costante per la difesa del bene pubblico, in particolare del patrimonio storico e artistico della Nazione e del paesaggio, secondo il dettato dell’art. 9 della Costituzione, possedendo la rara capacità di essere uomo delle istituzioni e nello stesso tempo uomo di movimento libero di pungolare le istituzioni stesse. 
(Dalle motivazioni del Premio Capri per l’Ambiente, 1990)

## Le battaglie in Campania
Fu il protagonista della durissima battaglia contro l’Amalfitana Hotel, più noto come il Mostro di Fuenti, studiò accuratamente le norme paesaggistiche, fece denunce penali, esposti amministrativi, campagne di stampa, in contrasto con amministratori locali, parlamentari e dirigenti politici che consideravano invece quel mostro di 34mila metri cubi di volume su una lunghezza di 150 metri un’occasione di sviluppo turistico.
Antonio Iannello, il rigore etico contro gli «energumeni del cemento» per la bellezza dell’Italia – Italia Libera
(Sauro Turroni, deputato della Repubblica)
Tra le altre battaglie  da lui condotte in difesa del paesaggio di Napoli e della Campania si ricordano quella per la modifica del tracciato della Tangenziale di Napoli, che minacciava la zona verde a ridosso della collina di Capodimonte (il vallone dello Scudillo, il nucleo storico delle Due Porte all’Arenella e Villa Petrilli), quelle per la delocalizzazione dei depositi petroliferi della Mobil Oil nell’area orientale della città, in difesa della via Campana antica a Pozzuoli, delle oasi naturalistiche del Lago d’Averno, degli Astroni, del paesaggio di Capri, delle costiere sorrentina, amalfitana e cilentana.
Di particolare interesse è la battaglia contro la costruzione di un insediamento universitario a Monte Sant’Angelo, che sottraeva le uniche aree accessibili ed utilizzabili destinate dal P.R.G. a parco pubblico per i quartieri di Fuorigrotta e Bagnoli, promuovendo il 22 maggio del 1977 una marcia ecologica con Italia Nostra e altre associazioni.

## Le battaglie nazionali

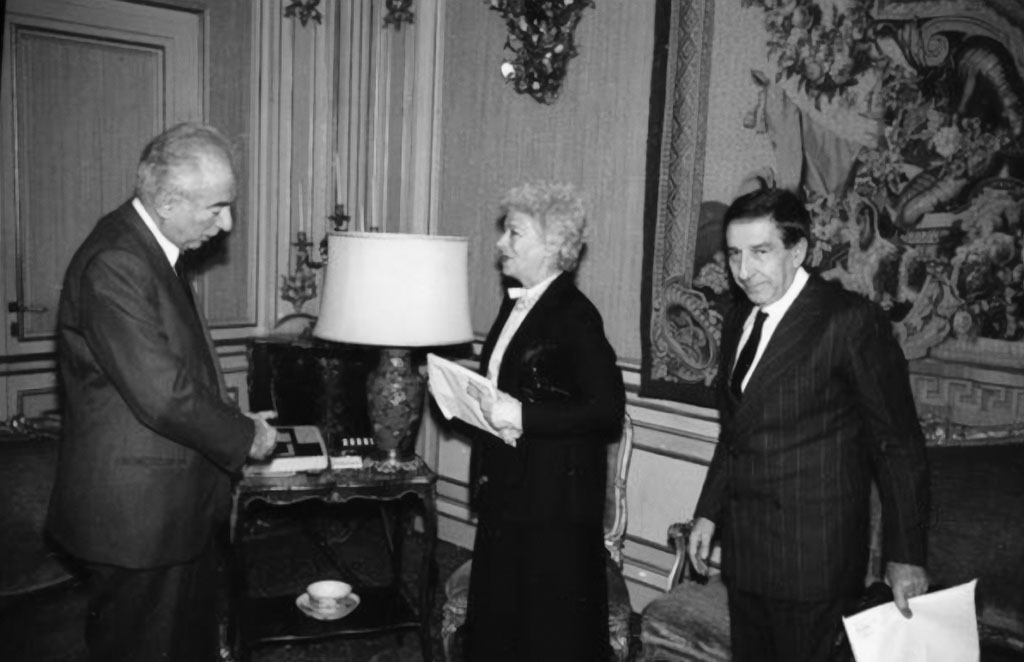
Antonio Iannello ricevuto al Quirinale dal Presidente Cossiga, 1986.

Tra le battaglie di carattere nazionale si ricordano, oltre a quelle in difesa dei centri storici di molti comuni italiani, quella, vinta, contro il progetto Fiat Fondiaria a Firenze, che prevedeva un grande insediamento di uffici, di alberghi e di centri commerciali in due aree di proprietà della Fondiaria, nella piana di Sesto, e della Fiat a Novoli, quella, anch’essa vinta, contro il parcheggio da realizzare sotto le mura di Lucca con i fondi FIO. Quella contro i due progetti di Gianni De Michelis, l’EXPO 2000 a Venezia e lo stanziamento di 1800 miliardi per i «giacimenti culturali», quelle contro i decreti-legge per i Mondiali di calcio del 1990 e contro le migliaia di miliardi, spesi per opere inutili previste dal ministro dei Lavori pubblici Gianni Prandini per le Colombiadi di Genova del 1992, nonché quella condotta, come sopra ricordato, contro la sua stessa Associazione Italia Nostra, per sventare il progetto di un complesso turistico nella Baia di Sistiana a Trieste, dove Rainer Maria Rilke scrisse le Elegie duinesi (la battaglia fu vinta ma purtroppo un progetto simile fu riproposto poi realizzato molti anni dopo la sua scomparsa). In ambito legislativo determinante è stato il suo contributo negli anni ’90  per l’elaborazione del disegno di legge per l’istituzione dei parchi nazionali, approvato nel 1991 (Legge 394).
Si è battuto, inoltre, con Gerardo Marotta ed altri uomini di cultura, contro il dilagare dell’uso dell’istituto della “concessione” nell’affidamento delle opere pubbliche, che comportava la rinuncia ad ogni forma di controllo da parte della P. A. e un’abnorme lievitazione dei costi delle opere realizzate.
Il grande umanista Giovanni Pugliese Carratelli gli dedica l’edizione del volume di Silvio Spaventa, Studi intorno alla filosofia pitagorica con queste parole:
(Giovanni Pugliese Carratelli, Silvio Spaventa, Studi intorno alla filosofia pitagorica, Istituto Italiano per gli Studi Filosofici, Napoli, 2002)

## Opere principali
- Antonio Iannello, Napoli: centro antico o centro storico?, in Bollettino di Italia Nostra, 118, 1974, p.32.
- Antonio Iannello, Calamità naturali e calamità politiche, in Bollettino di Italia Nostra, 199-200, maggio – giugno 1981, p. 7.
- Antonio Iannello, Progresso e degradazione, in Scienza Duemila, 1983.
- Antonio Iannello, L’inganno federalista e l’opposizione all’ordinamento regionale nel dibattito all’assemblea costituente, Vivarium, Napoli 1998.
- Vezio De Lucia, Antonio Iannello, L’urbanistica a Napoli dal dopoguerra a oggi: note e documenti, in «Urbanistica», n. 65, luglio 1976.
- Antonio Iannello, Carlo Iannello, Note sul Federalismo, in Il falso federalismo, Quaderni. Temi di cultura antica e moderna, 1, Napoli, La scuola di Pitagora, 2004, ISBN 978-88-89579-00-8.
- Antonio Iannello, Relazione sulla proposta di vincolo paesistico per Bagnoli, Napoli, Fondazione Biblioteca Benedetto Croce, 2003.